# 2019년 순다 해협 지진
2019년 순다 해협 지진은 2019년 8월 2일 UTC 12시 3분 26초, 현지시각 기준 19시 3분에 일어난 모멘트 규모 Mw6.9의 해저지진이다. 수마트라섬과 자와섬에 최대 3m의 쓰나미가 올 수 있다는 쓰나미주의보가 발령되었다. 인도네시아 내 139개 건물이 최대 일부 붕괴되는 등의 피해를 입었다. 8명이 사망하고 8명이 부상을 입었다.

## 같이 보기
- 2019년 지진
- 인도네시아의 지진 목록